# Chakan: The Forever Man
Chakan: The Forever Man é um jogo para o Mega Drive / Genesis, publicado pela Sega da América em 8 de junho de 1992.
O jogo segue a história de um homem que estava tão confiante na sua capacidade marcial que ele mesmo desafiou a morte. Evidentemente, a Morte apareceu e desafiou Chakan com uma proposta: Se Chakan a derrotasse, receberia a vida eterna. Se Chakan fosse derrotado, ele viraria um servo da morte por toda a eternidade.
A batalha durou dias. Os dois foram derrotados simultaneamente, com isso, a morte deu para Chakan a tarefa de eliminar todos os males sobrenaturais. Assim, Chakan não poderia descansar, até que sua tarefa fosse finalizada.
Ele é baseado em uma história em quadrinhos, de Robert A. Kraus e foi produzido por Ed Annunziata, que reuniu Chakan, do criador de uma convenção pela qual ele ficou impressionado. Embora o jogo tenha sido pouco vendido, Ed Annuziata não se lamenta.